# Ревија Колубара
Ревија Колубара је месечно издање Издавачког предузећа „Колубара“. Покренуто је 1. маја 1994. године као „Ревија Ваљевац“, а од почетка 1996. излази са садашњим именом. Издаје се у Ваљеву и намењена је грађанима шест општина Колубарског округа (Ваљево, Осечина, Уб, Љиг, Лајковац и Мионица), као и дијаспори. Бави се савременим и историјским догађајима и личностима, из свих видова живота овог краја. Просечно се штампа на 52 стране. 
У децембру 2010. године објављен је 200. број. 
Ревија „Колубара“' је члан Асоцијације независних локалних медија "Локал прес".

## Ваљевац личност године
Сваке године „Ревија Колубара“ организује акцију - „Ваљевац личност године“. Проглашавање за протеклу календарску годину је сваког 11. јануара, на дан када је основано издавачко друштво. У конкурсу за избор налазе се сви успешни Ваљевци, било ког занимања, без обзира на старост, тренутно пребивалиште, политичка и друга убеђења. Добитнику почасног звања додаје се плакета са ликом Љубомира П. Ненадовића, рад керамичара Милована Блажића.
До сада су изабрани: Владан Ковачевић 1994, Виктор Розгић 1995, Душан Арсенић 1996, Мирослав Ћиша Трифуновић 1997, Јасмина Аврамовић 1998, Богољуб Арсенијевић Маки 1999, Драган Тодоровић 2000, Александар Урошевић 2001, Александар Лома 2002, Александар Митровић 2003, Илија Трипковић 2004, Мирослав Јеремић 2005, Радован Бели Марковић 2006, Душан Спасојевић 2007, Бранко Антонић 2008, Милан Гајић 2009, Зоран Јокић 2010, Вигор Мајић 2011.

## Издавачко друштво Колубара
Осим „Ревије Колубара“, Издавачко друштво Колубара, које је основано 11. јануара 1996, издаје књиге и друга посебна издања са темама претежно везаним за Колубарски округ, годишњаке: „Календар Колубара“ и „Село Санковић“ (родно село власника друштва), а ради и на изради комплетног „Биографског лексикона Ваљевског краја“, као извор разноврсних података о животу, раду и делима многобројних личности рођених у овом крају. Лексикон је до сада делимично објављен у појединачним томовима и свескама. Од других занимљивих књига истичу се „Ваљевски крај у XX“ веку, „Ко је ко у Ваљеву“, „Ваљевска болница“, „Ваљевска општина 1839-2003“, „Ваљевске гимназије 1869-2004“. 
Међу чланцима који се објављују у Ревији „Колубара“, често се могу наћи и делови текстова осталих посебних издања.
Издавачко предузеће има интернет презентацију, из чије архиве се могу прочитати делови појединих чланака објављених у старијим штампаним издањима, почевши од децембра 2002. године (бр. 104).

## Редакција
Редакцију чине главни и одговорни уредник Здравко Ранковић, уредници Радош Глишић и Бранко Вићентијевић, фотограф Мирослав Јеремић, затим Љиљана Кецојевић, Вигор Мајић и уредник интернет издања Љубинко Ранковић.